# Łaziska (powiat zamojski)
Łaziska – wieś w Polsce położona w województwie lubelskim, w powiecie zamojskim, w gminie Skierbieszów.
| SIMC    | Nazwa  | Rodzaj    |
| ------- | ------ | --------- |
| 0898544 | Ewusin | część wsi |

W latach 1975–1998 miejscowość należała administracyjnie do województwa zamojskiego.
Wieś jest sołectwem w gminie Skierbieszów. Według Narodowego Spisu Powszechnego z roku 2011 wieś liczyła 311 mieszkańców.
Wieś jest siedzibą rzymskokatolickiej parafii Niepokalanego Serca Najświętszej Maryi Panny.

## Zabytki
1. cerkiew prawosławna, obecnie kościół rzymskokatolicki pw. Niepokalanego Serca NMP, 1910, 1946 wpisany do rejestru zabytków pod numerem rej.: A/1564 z 24.03.1989 obejmuje cmentarz kościelny, zarejestrowany pod numerem ewidencyjnym jak kościół[10].
2. zespół dworski z początku XX wieku, nr rej.: A/1438 z 5.03.1982 obejmujący: dwór i park[10].